# Uruguay Open 2021
L'Uruguay Open 2021 è stato un torneo di tennis giocato su campi in terra rossa. Era la 16ª edizione dell'evento, facente parte della categoria Challenger 80 nell'ambito dell'ATP Challenger Tour 2021. Si è giocato presso il Carrasco Lawn Tennis Club di Montevideo, in Uruguay, dall'8 al 14 novembre.

## Partecipanti al singolare ATP Challenger
| Nazione   | Giocatore               | Ranking | Testa di serie* |
| --------- | ----------------------- | ------- | --------------- |
| Argentina | Federico Coria          | 72      | 1               |
| Spagna    | Jaume Munar             | 78      | 2               |
| Argentina | Facundo Bagnis          | 79      | 3               |
| Brasile   | Thiago Monteiro         | 94      | 4               |
| Argentina | Francisco Cerúndolo     | 115     | 5               |
| Perù      | Juan Pablo Varillas     | 128     | 6               |
| Bolivia   | Hugo Dellien            | 129     | 7               |
| Argentina | Tomás Martín Etcheverry | 131     | 8               |

* Ranking al 1º novembre 2021.

### Altri partecipanti
I seguenti giocatori hanno ottenuto una wild card per il tabellone principale:
- Martín Cuevas
- Francisco Llanes
- Franco Roncadelli

I seguenti giocatori sono entrati nel tabellone principale come alternate:
- Hernán Casanova
- Genaro Alberto Olivieri
- Santiago Fa Rodríguez Taverna

I seguenti giocatori sono passati dalle qualificazioni:
- Francisco Comesaña
- Luciano Darderi
- Facundo Juárez
- Gonzalo Villanueva

## Punti e montepremi

### Torneo ATP Challenger
| Torneo    | Torneo              | V     | F     | SF    | QF    | 2T  | 1T  | Q | Q2  | Q1  |
| Singolare | Punti               | 80    | 48    | 29    | 15    | 7   | 0   | 4 | 2   | 0   |
| Singolare | Premi in denaro ($) | 7 200 | 4 240 | 2 510 | 1 460 | 860 | 520 | – | 260 | 130 |
| Doppio    | Punti               | 80    | 48    | 29    | 15    | –   | 0   | – | –   | –   |
| Doppio    | Premi in denaro ($) | 3 100 | 1 800 | 1 080 | 640   | –   | 360 | – | –   | –   |

## Campioni

### Singolare maschile
Hugo Dellien ha sconfitto in finale  Juan Ignacio Londero con il punteggio di 6–0, 6–1.

### Doppio maschile
Rafael Matos /  Felipe Meligeni Alves hanno sconfitto in finale  Ignacio Carou /  Luciano Darderi con il punteggio di 6–4, 6–4.